# Trẩu
Trẩu hay còn gọi là trẩu nhăn, trẩu cao, trẩu ba hạt, mộc du đồng (danh pháp hai phần: Vernicia montana) là một loài cây mộc bản địa ở Đông Nam Á và Hoa Nam.

## Tập tính và hình dạng
Cây trẩu thường mọc ở vùng đất khô, ráo nước ở trong rừng thưa hoặc ven rừng rậm. Cây trung bình cao 10–15 m.
Lá trẩu to bản dài khoảng 15 cm, rộng 10 cm, có khi xòe thành ba dẻ, mặt trên có lông tơ rậm; mặt dưới ít hơn.
Hoa trẩu đơn tính, sắc trắng, ở giữa ngả màu hung đỏ tía. Hoa mọc thành chùm, khá thơm.
Trái trẩu hình trứng, hơi nhọn đằng chỏm, tròn đằng cuống, lớn khoảng 5 cm. Vỏ nhăn nheo, có lông tơ; mặt vỏ có những rãnh dọc ngang. Trái trẩu chia thành 3 múi; khi trẩu chín thì trái ngả sang màu vàng. Mỗi trái thường có ba hạt. Hạt trẩu hình bầu dục, sần sùi, dài khoảng 25 mm, rộng khoảng 20 mm.

## Sử dụng
Trẩu được trồng như một cây công nghiệp để lấy gỗ và lấy hạt. Hạt trẩu có thể đem ép lấy dầu, tức dầu trẩu dùng trong việc chế biến sơn, keo.
Vỏ trẩu được dùng trong y học cổ truyền làm thuốc chữa nhức răng.

## Hình ảnh

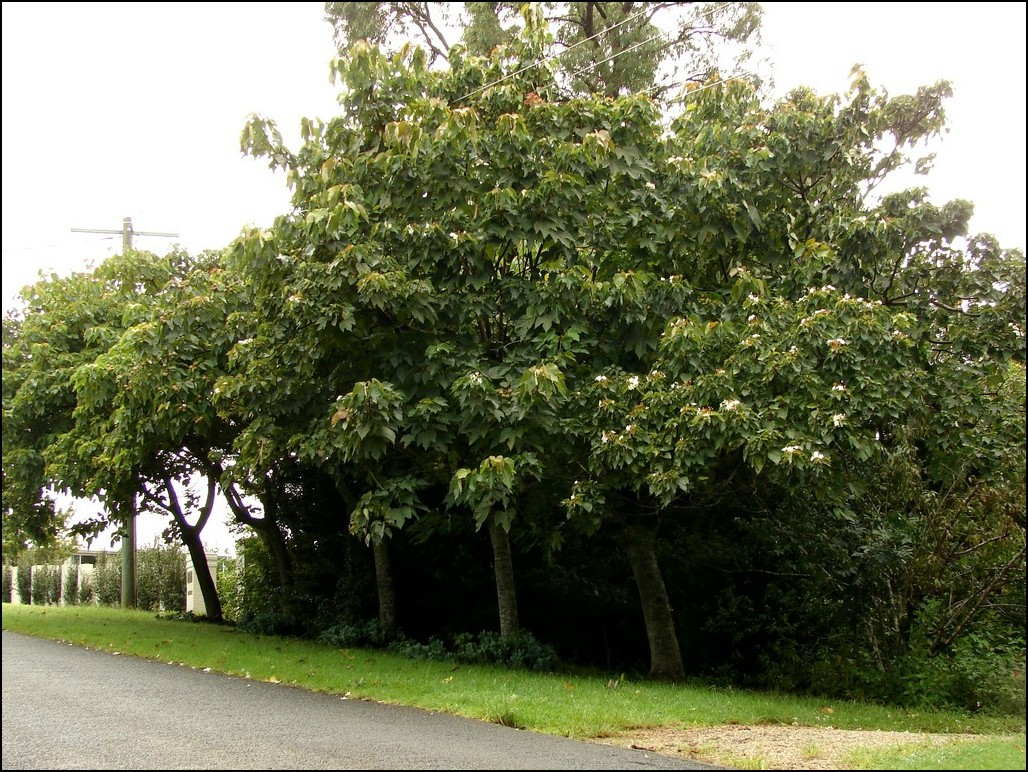
Cây trẩu
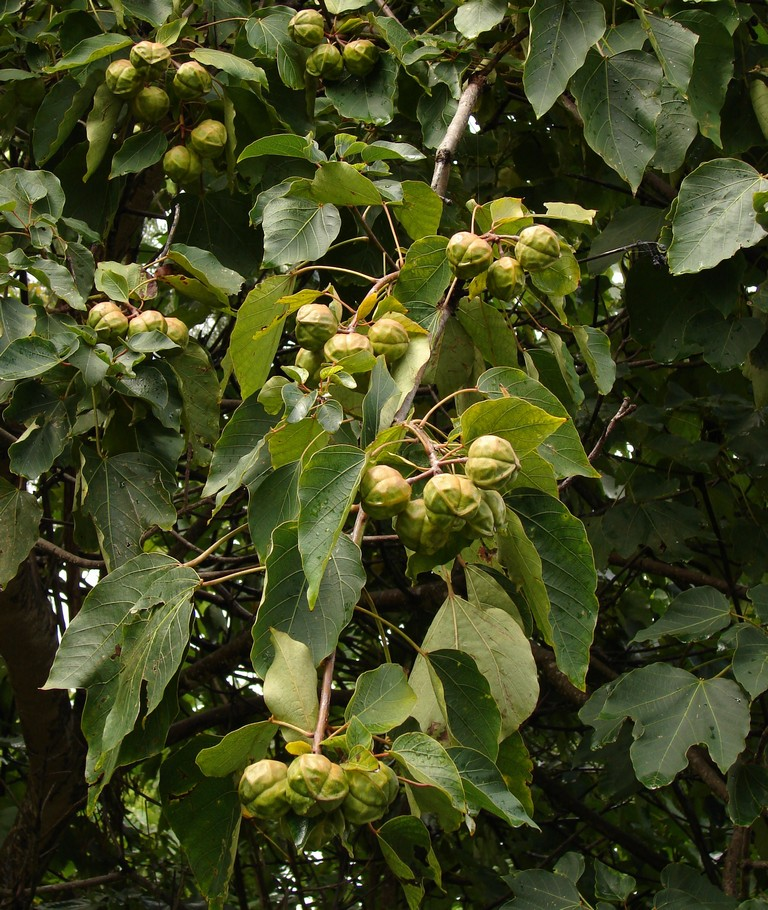
Trẩu kết trái
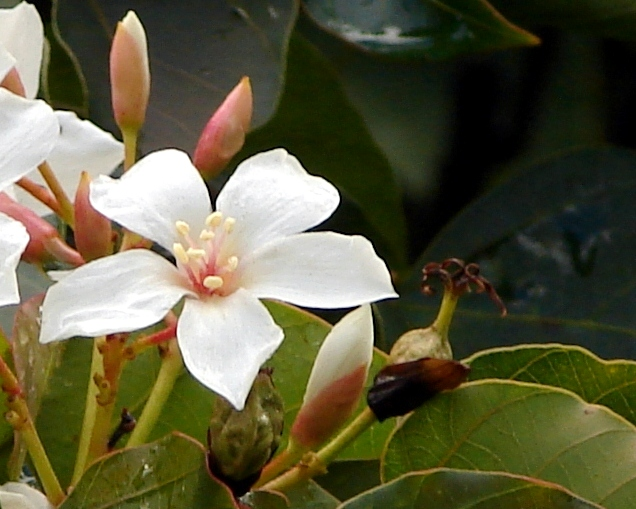
Hoa đực
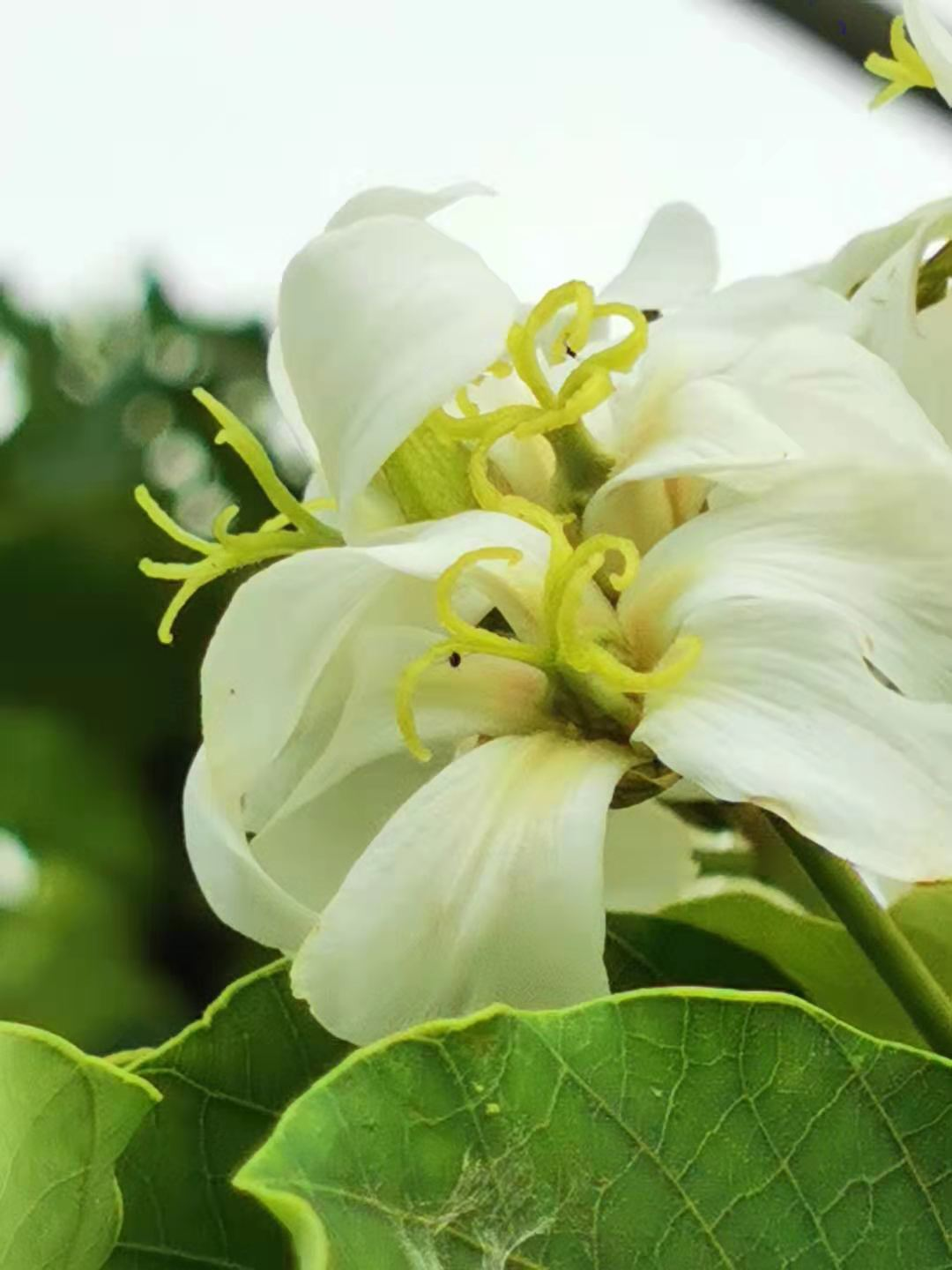
Hoa cái

## Liên kết
- Cây trẩu Lưu trữ ngày 7 tháng 2 năm 2009 tại Wayback Machine
- Vernicia montana
- trồng trẩu ở Phú Thọ Lưu trữ ngày 26 tháng 10 năm 2010 tại Wayback Machine
- "Suối Giàng mùa hoa trẩu"[liên kết hỏng]